# Suyo
Suyo est une municipalité de 4e classe située dans la province d'Ilocos Sur aux Philippines. Selon le recensement de 2010 elle est peuplée de 10 622 habitants.

## Barangays
Suyo est divisée en 8 barangays.
- Baringcucurong
- Cabugao
- Man-atong
- Patoc-ao
- Poblacion (Kimpusa)
- Suyo Proper
- Urzadan
- Uso